# 德斯·洛克
德斯·洛克（英語：Des Lock，1949年10月2日—），新西兰男子赛艇运动员。他曾代表新西兰参加世界赛艇锦标赛，获得一枚银牌和一枚铜牌。他也曾参加1976年夏季奥林匹克运动会。